# NAOTO (ヴァイオリニスト)
NAOTO（ナオト、本名：高橋 直之（たかはし なおと）、1973年8月15日 - ）は、日本のヴァイオリニスト、作曲家、編曲家、音楽プロデューサー。大阪府高槻市出身。東京藝術大学音楽学部附属音楽高校、東京藝術大学音楽学部器楽科卒業。

## 人物
10代の頃からプロのミュージシャンのレコーディングやライブサポートに参加。元々はクラシック音楽の出身だが、大学時代に落合徹也（G-クレフ）の影響を受け（落合のローディーであった）、それをきっかけに転向した。
ブログやTwitterでは自らを『Poper（ぽっぱぁ）』と称し、クラシックからポップスまで既存のジャンルに縛られない自由な音楽表現を志向しており、演奏では従来のヴァイオリニストのイメージを覆すような、曲のイメージやリズムに合わせ、飛び跳ねながら身体を左右に揺らしながら演奏する。また、仰向けやブリッヂの状態で演奏など、斬新で大胆なパフォーマンスを行う。
独自のスタイルに転向後は、音楽家としてライブハウスを中心とした公演も精力的に行う。2005年に『Sanctuary』をリリース。メジャー・デビューを果たす。また、多数のアーティストのライブサポートや音楽監督を多数務める。2001年以降はポルノグラフィティのほぼ全ての公演に参加してバンドマスターを担い、2005年以降はTEAM NACSの全国公演の舞台音楽を手掛け、楽曲提供なども行っている。その他、東京藝術大学出身のメンバーで構成するバンド『なおとくんとていほうくん』や『NAOTOアコーステックライブ』などのセッションに参加している。
音楽だけでなく、食事に関する活動も行っている。特にカレー好きという自身の趣向からジュニアカレーマイスターを取得、一般社団法人日本スープカレー協会（JSCA）広報宣伝担当理事も務める。
「新世紀エヴァンゲリオン」及び「ヱヴァンゲリヲン新劇場版」両シリーズの、劇中音楽のヴァイオリンを担当している（「THANATOS」のソロ等）。
長年にわたってMBSラジオの冠番組をレギュラーで担当するなど、出身地の地元民放局である毎日放送との縁が深い。2016年には、かねてから親交の深い押尾コータロー・DEPAPEPEと共同で、「押尾コータロー feat. DEPAPEPE & NAOTO」として「Magical Beautiful Seasons」（『お天気のお知らせ』向けのオリジナル器楽曲）の制作・演奏に携わった。

## 評価
- 第39回全日本学生音楽コンクール西日本大会第3位[1]
- 第41回全日本学生音楽コンクール西日本大会第3位[1]
- 第42回全日本学生音楽コンクール西日本大会第2位[1]
- 霧島国際音楽祭奨励賞受賞[1]

## 来歴
“live image”では、オーケストラimageのコンサートマスターを務めた。
2006年2月にリリースされた『image5』には1st album『Sanctuary』から「Sanctuary」が収録。同月、葉加瀬太郎の主催する「バイオリンサミット2006」に出演。
2006年10月、フジテレビ月9ドラマ『のだめカンタービレ』では、「峰龍太郎」の吹き替え演奏を担当し、自らも出演の他、劇中曲の提供、「のだめオーケストラ」の選考オーディションやヴァイオリンの指導にも携わった。
2007年10月1日、自身のファンクラブ"G D A E"を設立。
2010年、5th album『Prism』リリース。収録曲5曲に8件のタイアップがついた。
2010年12月、デビュー5周年記念公演を開催、自身最大規模の2000名を動員。
2011年、『Prism』のリリース発売ライブツアー（全国8会場9公演）を開催。クラシックコンサート『NAOTO Classical Concert 2011』を、東京と大阪で開催。同年2月、『KOBE COLLECTION 2011』のメインテーマを担当。また、ヴァイオリニストとして初めて出演した。
2018年11月、宇都宮隆『Takashi Utsunomiya Solo Tour 2018 Thanatos -25th Anniversary Final-』にスペシャルゲストとしてアンコールに登場しツアーメンバーと共に演奏。
2019年9月8日、ポルノグラフィティのデビュー20周年記念ライブ『20th Anniversary Special LIVE "NIPPONロマンスポルノ'19 〜神vs神〜"』に"NAOTO Strings"の名義でシークレットゲストとして登場し、ポルノグラフィティのメンバーらと数年ぶりの共演を果たした。
2021年9月〜11月、宇都宮隆『TAKASHI UTSUNOMIYA Solo Tour 2021 U Mix』へサポートメンバーとして参加。

## サポート演奏
先述の通り、現在までにポルノグラフィティ、浜崎あゆみ、葉加瀬太郎、榊原大、中島美嘉、T-SQUARE、CHAGE and ASKA、谷村新司、加古隆、広瀬香美、羽毛田丈史、柏木広樹、鬼束ちひろ、宮本文昭、ゴスペラーズ、世良公則、伊東たけし、宇都宮隆など多数のアーティストのレコーディングやライブに参加している。
ライブなどでは、ヴァイオリンだけでなく、シンセサイザーや、キーボードも演奏。レコーディング参加時には、ヴァイオリンの他、ビオラを使用してストリングスに携わり、また、ストリングス・リーダーとしても楽曲の音源製作および編曲を手掛ける（使用名義はNAOTO Strings、NAOTO、ナオトなど）。

## ディスコグラフィー

### オリジナル・アルバム
- 1st album『Sanctuary』（2005年）
- 2nd album『Blue‘G’』（2006年）
- 3rd album『for you...』（2008年）
- 4th album『Reversible 2009 -Concert side-』（2010年）
- 5th album『Prism』（2010年）
- 6th album『NAOTO’s Acoustic Duo』（2012年）

### シングル
- 1st single『expectation』（2008年、フジテレビ系「新報道プレミアA」テーマ曲）

### ベスト・アルバム
- 『BEST』（2014年）

### LIVE DVD
- 1st DVD『"Reversible" 2008～Live Side～』（2009年）

### 楽曲提供
- TEAM NACS 全国公演「COMPOSER〜響き続ける旋律の調べ」（2005）
- フジテレビ『のだめカンタービレ』劇中曲
- TEAM NACS　ふるさと公演「HONOR～守り続けた痛みととみに」（2007）
- テレビ新広島『ひろしま満点ママ!!』オープニングテーマ『Brand new days』（2009 - 2011）、『Glowing』（2015 - ）
- 日テレ・梅田芸術劇場「暗くなるまで待って」（2009）
- 日生劇場ミュージカル『三銃士』（2011）
- TEAM NACS ニッポン公演「WARRIOR〜唄い続ける侍ロマン」（2012）
- NHK総合『スタジオパークからこんにちは』テーマ曲「HIRUKAZE」（2014～2017）※最終回にはゲスト出演
- TEAM NACS 第15回公演「悪童」（2015）
- TEAM NACS 第16回公演「PARAMUSHIR〜信じ続けた士魂の旗を掲げて」（2018）
- TEAM NACS 第17回公演「マスターピース〜傑作を君に〜」（2021）

## 出演
- テレビドラマ『のだめカンタービレ』（ヴァイオリンの吹き替え演奏）
- 『ひろしま満点ママ!!』（テレビ新広島、ゲスト） - 2010年2月17日冒頭では番組OPテーマ『Brand new days』、2015年7月20日は『Glowing』を生演奏
- 映画『富士見二丁目交響楽団シリーズ 寒冷前線コンダクター』（ゲスト出演、2012年公開）
- 『中居正広のミになる図書館』（2014年7月22日、テレビ朝日） - 「中居正広の号外スクープ狙います !! 」一流音楽家大集合SP
- 『OTTAVA Salone』（2014年10月30日・2015年10月29日、OTTAVA）
- 有吉反省会（2017年３月11日、日本テレビ）
- チャンネルはそのまま!（2019年3月18日 - 22日、北海道テレビ放送） - 鳴沢真弓（演:東李苑）のバイオリン吹き替え演奏

## ラジオ
- K-MIX「Saturday NAOTO Fever」（毎週土曜日19:00 - 19:30、放送終了）
- FM OSAKA「積水ハウス『グランドメゾン』 presents humming eco live sound」（毎週日曜9:00 - 9:30、2008年7月-9月 ）
- InterFM「NAOTO “G D A E”」（毎週日曜日7:30 - 8:00、放送終了）
- MBSラジオ『NAOTOな音』（毎週水曜日24:30 - 25:00、2020年3月で放送終了）
- MBSラジオ『NAOTOの月イチな音』（2020年4月から毎月最終月曜日の26:30 - 28:55に生放送）